# Castillo de la Reina (Villarroya)
El castillo de la Reina es un castillo medieval de origen musulmán situado en la localidad española de Villarroya de la Sierra, en la provincia de Zaragoza. Se puede acceder libremente.

## Descripción
Se trata de la primitiva fortaleza musulmana de la localidad que fue conquistada por Alfonso I el Batallador alrededor del año 1120. Se encuentra construida en tapial y posee un amplio recinto fortificado que se encuentra bastante deteriorado, por haber sido utilizado como almacén para labores agrícolas. Junto con el castillo del Rey jugó un papel fundamental durante la guerra de los Dos Pedros, si bien ambas fortalezas, a pesar de haber sido reforzadas a lo largo del siglo XIV, no pudieron evitar que la población cayera en manos castellanas por dos ocasiones. Ambos castillos junto a la iglesia fortificada de San Pedro formaban los núcleos fuertes de resistencia de la villa.

## Catalogación
El castillo de la Reina está incluido dentro de la relación de castillos considerados Bien de Interés Cultural en virtud de lo dispuesto en la disposición adicional segunda de la Ley 3/1999, de 10 de marzo, del Patrimonio Cultural Aragonés. Este listado fue publicado en el Boletín Oficial de Aragón del 22 de mayo de 2006.